# Jacques Madubost
Jacques Paul Maurice Madubost (Dangeau, 6 giugno 1944 – Riantec, 26 giugno 2018) è stato un altista francese.

## Palmarès

### Europei
- 1 medaglia:
  - 1 oro (Budapest 1966 nel salto in alto)